# Trespass (phim 2011)
Chống trả kẻ thù (tựa gốc tiếng Anh: Trespass) là bộ phim hành động - tâm lý Mỹ của đạo diễn Joel Schumacher. Hai ngôi sao điện ảnh Nicolas Cage và Nicole Kidman vào vai một cặp vợ chồng bị bắt làm con tin bởi những kẻ cướp. Chống trả kẻ thù được công chiếu tại Liên hoan phim quốc tế Toronto vào tháng 9 năm 2011. Sau đó, phim được phát hành hạn chế ở Hoa Kỳ vào ngày 14 tháng 10 năm 2011. Và phát hành trên đĩa DVD và Blu-ray chỉ một vài tuần sau đó (ngày 01 tháng 11 năm 2011).

## Nội dung
Bộ phim mở màn với cảnh Kyle Miller (Nicolas Cage), một doanh nhân đại lý kim cương đang nói chuyện với một khách hàng qua điện thoại, trên đường ông trở về căn biệt thự xa hoa cùng với vợ Sarah (Nicole Kidman) và cô con gái tuổi teen của mình là Avery (Liana Liberato). Mặc dù bị cấm nhưng Avery vẫn lẻn ra khỏi nhà để đi dự tiệc với Kendra - bạn của cô. Bất thình lình, ngôi nhà bị xâm chiếm bởi một băng cướp giả mạo là cảnh sát.
Những tên cướp, bao gồm: chỉ huy là Elias (Ben Mendelsohn), Petal (Jordana Spiro), vũ nữ thoát y là bạn gái của hắn, em trai Jonah (Cam Gigandet) và một người đàn ông to lớn đáng sợ là Ty (Dash Mihok). Bọn chúng nói với Kyle và Sarah rằng chúng đã theo dõi họ một thời gian và biết rằng một lượng lớn tiền mặt và kim cương đang giấu trong nhà của họ. Chúng dùng 1 ống tiêm thuốc độc đe dọa Kyle, yêu cầu ông mở một cái két ẩn trong tường, nhưng Kyle cương quyết từ chối vì tin rằng ông và Sarah sẽ bị giết nếu ông đáp ứng nhu cầu của chúng.
Thông qua một loạt các cảnh hồi tưởng của Jonah và một cuộc nói chuyện giữa Sarah với Elias cho thấy rằng Sarah và Jonah đã có một mối quan hệ từ trước, khi Jonah làm kỹ thuật viên cài đặt hệ thống an ninh cho ngôi nhà. Avery trở về nhà và sau một cuộc đuổi bắt ngắn gọn cô cũng bị bắt và đưa đến chỗ bố mẹ cô. Elias tuyên bố với Kyle rằng hắn cần tiền để trả cho một ca ghép thận của mẹ và nếu Kyle không làm theo yêu cầu hắn sẽ cắt một quả thận của Avery. Tuy nhiên khi Kyle mở két ra thì nó hoàn toàn trống rỗng.
Kyle thú nhận rằng mình đã phá sản và không còn tiền nữa. Bọn cướp tính lấy sợi dây chuyền kim cương của Sarah, Kyle nói đó chỉ là hàng giả. Thứ duy nhất còn giá trị là bảo hiểm nhân thọ của Kyle.
Không còn lựa chọn nào khác, Elias định giết Kyle. Nhưng Avery nhớ ra ở bữa tiệc cô tham dự có rất nhiều tiền, cô xin Elias cho cô đi lấy số tiền đó về. Elias cho Petal đi theo Avery đến chỗ bữa tiệc. Trên đường đi Avery đã cho xe tăng tốc và tông vào buồng điện thoại khiến Petal bất tỉnh.
Jonah và Ty có cuộc ẩu đả với nhau, Ty bị Elias bắn chết. Hai vợ chồng Kyle và Sarah chạy vào nhà kho trong khi bị Elias và Jonah đuổi theo. Chúng phát hiện ra Kyle đã giấu rất nhiều tiền ở trong kho này. Kyle tiết lộ ông để dành số tiền đó để lo cho gia đình phòng khi làm ăn thất bại.
Elias và Jonah đang thu gom số tiền thì Avery xuất hiện chĩa súng vào chúng. Elias đe dọa sẽ giết Sarah, chính điều này khiến Jonah bắn chết Elias. Kyle châm lửa đốt số tiền và làm Jonah bị chết cháy trong nhà kho. Kyle bảo Sarah hãy chạy đi nhưng Sarah vẫn quay lại cứu ông.
Nhà kho lúc này cháy lớn hơn, Sarah dìu Kyle chạy ra ngoài sân kịp thời, Avery lo gọi cho cảnh sát. Cả gia đình Miller chờ cảnh sát thật đến.

## Diễn viên
- Nicolas Cage vai Kyle Miller
- Nicole Kidman vai Sarah Miller
- Liana Liberato vai Avery Miller
- Ben Mendelsohn vai Elias
- Cam Gigandet vai Jonah
- Jordana Spiro vai Petal
- Dash Mihok vai Ty
- Emily Meade vai Kendra
- Nico Tortorella vai Jake
- Terry Milam vai Travis